# Bătălia de la Niš (1443)
În bătălia de la Niš (de la începutul lunii noiembrie 1443), cruciații conduși de Ioan (Iancu) de Hunedoara  au cucerit cetatea otomană de la Niș (acum Niš, în Serbia) și au învins trei armate ale Imperiului Otoman. Bătălia de la Niš a făcut parte din expediția lui Ioan de Hunedoara cunoscută sub numele de Campania Lungă (sau Cruciada de la Varna). Ioan, în fruntea avangardei, a traversat Balcanii prin Poarta lui Traian, a capturat Niš, a învins trei armate otomane diferite care au înaintat spre Niš pentru a-l recupera și, după ce a ocupat Sofia, s-a unit cu armata regală și l-a învins pe sultanul Murad al II-lea la Snaim (Kustinitza). Nerăbdarea regelui și severitatea iernii l-au obligat ulterior (în februarie 1444) pe Ioan să se întoarcă acasă, dar nu înainte să învingă forțele sultanului din Bosnia, Herțegovina, Serbia, Bulgaria și Albania.

## Context
În 1440, Ioan de Hunedoara a devenit consilierul de încredere și cel mai apreciat soldat al regelui Vladislav al III-lea al Poloniei. Ioan a fost răsplătit cu titlul de căpitan al cetății de la Belgrad și a fost pus la conducerea operațiunilor militare împotriva otomanilor. Regele Vladislav a recunoscut meritele lui Ioan acordându-i moșii în Ungaria de Est. Ioan a arătat curând o capacitate extraordinară de a organiza foarte bine apărarea cu resursele limitate aflate la dispoziția sa. A fost victorios la Semendria în fața beiului Isak (İshak Bey) în 1441. Nu departe de Sibiu în Transilvania a anihilat o forță otomană și a recuperat pentru Ungaria suzeranitatea asupra Țării Românești. În iulie 1442 la Porțile de Fier a învins o forță otomană de 80.000 de bărbați condusă de Hadım Șehabeddin. Aceste victorii l-au făcut pe Ioan de Hunedoara un inamic proeminent al otomanilor și renumit în întreaga creștinătate și aceștia au fost principalele motive pentru ca el să întreprindă în 1443, împreună cu regele Vladislav, expediția care a devenit cunoscută sub numele de Campania Lungă (sau Cruciada de la Varna). Bătălia de la Niš a una dintre bătăliile date în această campanie. Ioan a fost însoțit de Giuliano Cesarini în timpul acestei campanii. Armata cruciaților a fost formată din 25.000 sau mai mulți soldați și 600 de care de luptă cu parapete. Ioan a luat comanda a 12.000 de cavaleri pentru a-l găsi și învinge pe Kasım Pașa. Vladislav și Brankovic au fost lăsați în tabără cu cele 600 de care de luptă.

## Desfășurarea luptelor
Bătălia de la Niš nu a fost o singură bătălie, ci cinci bătălii diferite. Prima încleștare a fost o luptă împotriva unei mici garnizoane din Niš și ocuparea ulterioară de către cruciați a orașului urmată de jefuirea și  arderea orașului. Aceasta a fost urmată de trei bătălii diferite împotriva a trei armate otomane diferite care au înaintat spre Niš pentru a-l recupera. În cele din urmă a avut loc o ultimă luptă împotriva rămășițelor celor trei armate otomane. 
Ultima bătălie a avut loc pe câmpia dintre Bolvani și Niš, la 3 noiembrie 1443. Forțele otomane au fost conduse de Kasim Pașa, beilerbeiul Rumeliei, Turahan Beg și Isak-Beg.  După înfrângerea otomanilor, forțele în retragere ale lui Kasim Pașa și Turakhan Beg au ars toate satele dintre Niș și Sofia. Sursele otomane explică înfrângerea otomană ca urmare a lipsei de cooperare între diferitele armate otomane, care au fost conduse de diferiți comandanți.

## După lupte
Potrivit cronicarului bizantin Laonic Chalcocondil, „obosiți după ce Ioan de Hunedoara i-a obligat pe otomani să se retragă în Balcani în 1443, vechii stăpâni s-au grăbit din toate părțile pentru a-și recăpăta stăpânirea asupra ținuturilor părinților lor”. Unul dintre ei a fost George Kastrioti Skanderbeg care a părăsit armata otomană împreună cu nepotul său Hamza Kastrioti și 300 de albanezi fideli și după ce a capturat Krujë a început o luptă de douăzeci și cinci de ani împotriva Imperiului Otoman.
Murad al II-lea a semnat un tratat de pace pentru o perioadă de zece ani și a abdicat în favoarea fiului său Mahomed al II-lea. Când tratatul a fost încălcat anul următor, Murad s-a întors în Balcani și a câștigat Bătălia de la Varna în noiembrie 1444. 